# 莱芜之战
莱芜之战，唐僖宗中和四年（大齐金统五年，884年）四月至六月，唐朝集中各路兵力，利用沙陀骑兵追击撤往山东的大齐军，联合方镇消灭黄巢的作战。
883年八月，黄巢兵围陈州（今河南省淮阳县）。唐东北面都招讨使朱全忠率宣武兵于十二月进据亳州（今安徽省亳州市），东面兵马都统时溥率感化军扎营溵水，许州节度使周岌也引兵援救，准备在陈州附近对齐军打歼灭战。但是黄巢兵势强，周岌、时溥、朱全忠支持不住，又一起向河东节度使李克用求救。884年二月，李克用率汉兵五万自陕州、蒲州渡过黄河向东，会许州、汴州、徐州、兖州各道军于陈州。四月，诸道兵战败尚让，攻占太康（今河南省太康县南），攻克西华（今河南省西华县），黄思邺败走。黄巢被迫解围陈州，引军北上故阳里（今河南省淮阳县北）。五月，故阳里地区雨，积水三尺，大齐军营淹水，而李克用又引兵将来进攻。黄巢于是率军向北，攻占尉氏（今河南省尉氏县）。令尚让以骁骑五千为前军进逼汴州。到繁台遭到宣武将朱珍等的阻击，这时朱全忠引军退还大梁（今河南省开封市），向李克用告急。李克用与忠武都监使田从异由许州（今河南省许昌市）出兵，在中牟（今河南省开封市西）以北王满渡遭遇大齐军强渡汴水，李克用乘大齐军半渡水中，纵兵奋击，大破大齐军，杀万余人。尚让率万余人投降时溥。李谠、霍存、葛从周、张归霸、张归厚等大齐军将领也都投降朱全忠。黄巢率余部走山东，被追兵掩击，在封丘与李克用的沙陀追兵展开激战，不幸失利，继续东走。这时天降大雨，李克用穷追不舍，率义军过胙城（今河南省延津县东北）、匡城，东向兖州，身边只剩下近千人，而李克用追到冤句（今山东省菏泽市）时，骑兵也仅数百人，昼夜狂追二百余里，俘虏黄巢幼子和大齐政权的乘舆、器服、符印及男女万人。由于人马疲乏，李克用于是返回汴州。这时，时溥穷追不舍，派其将李师悦将兵万人，继续追击黄巢。六月十五日，武宁将李师悦与尚让追黄巢到瑕丘（今山东省济宁市兖州区）双方激战，齐军战败。十七日，黄巢自刎于泰山狼虎谷襄王村（今山东省济南市莱芜区西南）从弟黄思邺、黄揆等同时自杀。余部在黄巢侄子黄浩率领下，自号“浪荡军”转战于湖南一带斗争。天复初年，曾攻占浏阳（今湖南省浏阳县），后为湘阴武装邓进忠、邓进恩伏兵所杀。